# Битва при Баркилье (1810)
Битва при Баркилье (11 июля 1810 г.) была незначительной стычкой между британскими и французскими войсками через два дня после осады Сьюдад-Родриго, в ходе которой войска Роберта Кроуфурда напали на французских гренадеров, прикрывавших отряд фуражиров. Французские гренадеры, построившись в каре, отошли без потерь, отбив атаки британской кавалерии.

## Предыстория
После окончания осады Сьюдад-Родриго, который пал 9 июля 1810 года, войска англо-португальской армии под командованием Кроуфурда были вынуждены вернуться в форт Консепсьон. В этот период французы начали набеги на позиции союзников.
В отместку Кроуфурд взял пять или шесть эскадронов кавалерии и несколько пехотных рот, чтобы атаковать и отрезать отряд, присланный генералом Рошем Годаром. В состав этих отрядов входили 1-й гусарский полк из Королевского германского легиона, и 16-й и 14-й лёгкие драгунские полки.
Через два дня после падения Сьюдад-Родриго, в четыре часа утра 11 июля, британцы столкнулись с небольшим отрядом войск около деревни Баркилья. Сильно уступающие противнику по численности французские войска под командованием капитана Пьера Гуаша прикрывали отряд фуражиров, работающих на кукурузном поле. В состав войск французов входили две роты гренадеров 22-го полка из корпуса Жюно (около 200 человек) при поддержке примерно 30 кавалеристов.

## Битва

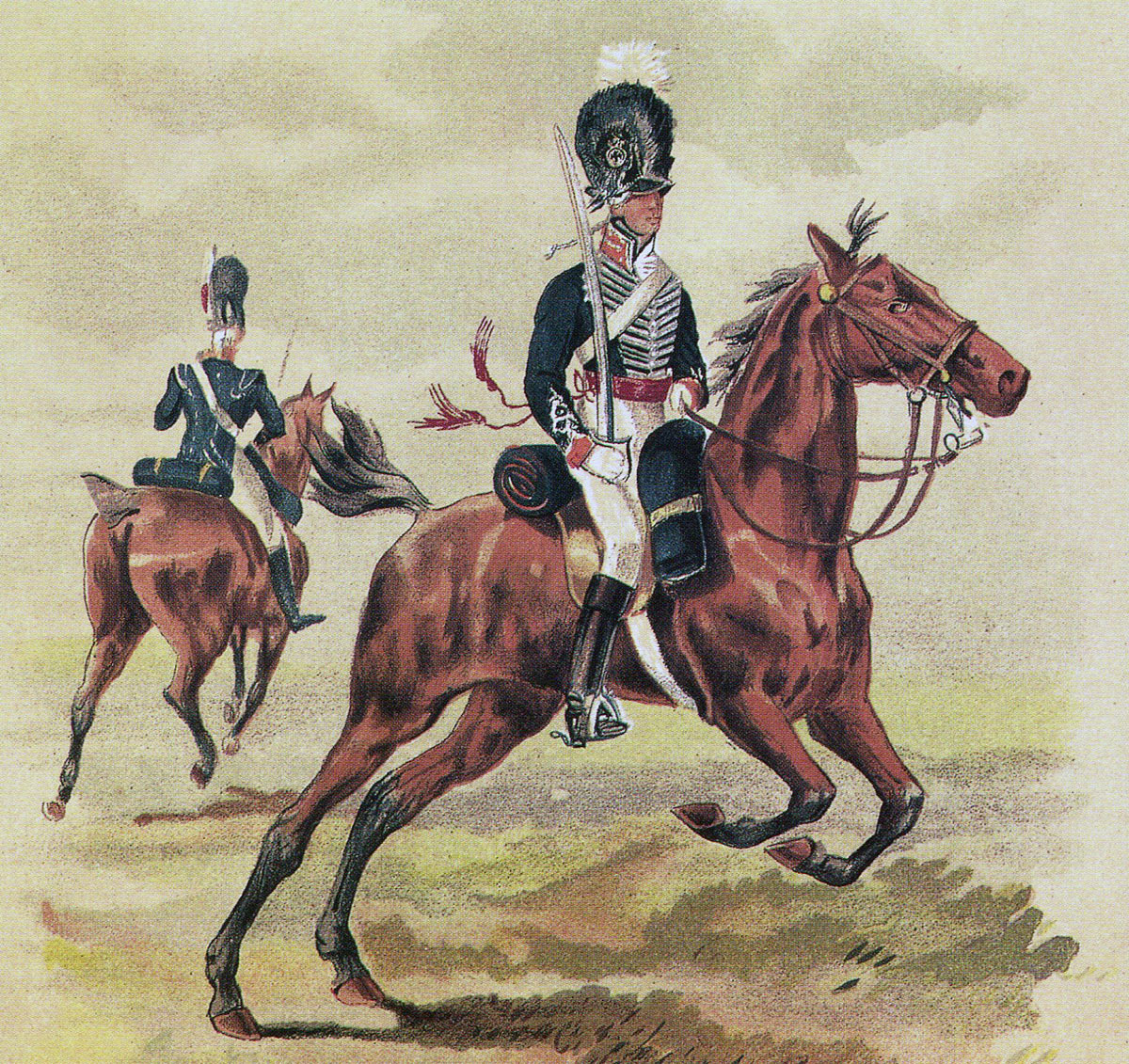
Офицеры 14-го британского лёгкого драгунского полка

Кроуфурд тремя эскадронами (из 1-го гусарского КГЛ и 16-го и 14-го лёгких драгунских полков) атаковал французских пехотинцев, построившихся в каре на кукурузном поле. Первая атака была произведена гусарами КГЛ. Когда всадники приблизились, французские гренадеры и открыли огонь. Затем гусары прошли мимо каре и атаковали французскую кавалерию. Увидев, насколько велики силы британцев, всадники сдались.
Тем временем драгуны 16-го полка выдвинулись вперёд, но не смогли подступиться к каре. Драгуны 14-го полка, возглавляемые полковником Тэлботом, сумели атаковать каре, но получили жёсткий отпор. Тэлбот и восемь его всадников были убиты, а многие другие были ранены.
Эскадрон в беспорядке отступил. Однако Кроуфурд промедлил с выдвижением пехоты, и французы отступили, не понеся никаких потерь.

## Итог
Несмотря на то, что британцы взяли в плен около 30 кавалеристов, бой был для них неудачным. Британцы потеряли 30-40 человек и не смогли разбить сильно уступающие им силы французской пехоты, в то же время позволив им сбежать с минимальными потерями.
Хотя битва при Баркилье была незначительным инцидентом, произошедшим во время кампании Массены, она нанесла сильный ущерб репутации Кроуфурда. Две недели спустя, несмотря на поражение, Кроуфурд спасся в битве при Коа. Капитан Гуаш, с другой стороны, получил признание за свои достижения и повышение по службе.